# 曹濮道
曹濮道，中华民国初期设置的道，属山东省。
民国十四年（1925年）10月，奉系军阀、山东督办兼省长张宗昌废除袁世凯时代设置的山东四道（济南道、济宁道、东临道，胶东道），将山东省分为十一道。曹濮道由济宁道分置，道尹驻菏泽县（今山东省菏泽市）。辖菏泽县、曹县、单县、城武县、定陶县、巨野县、郓城县、濮县、朝城县、观城县、范县等11县。辖境相当今山东菏泽市、聊城市莘县观城朝城、河南省范县等地。民国十七年（1928年）5月，国民革命军北伐後废。